# 古澤明仁
古澤 明仁（ふるさわ あきひと、1980年〈昭和55年〉11月10日 - ）は、日本の実業家。ロジクールにて要職を歴任し、現在、ゲーム・eスポーツに関連する様々なサービスを提供するGLOEの代表取締役。

## 経歴
- 1980年 - 東京都生まれ
- 2003年 - 株式会社ロジクール 入社
- 2010年 - サンディスク株式会社 入社
- 2012年 - 株式会社ロジクール 入社
- 2016年 - 日本プロeスポーツ連盟(JPeF)を設立、監事就任。同年に株式会社SANKO入社、株式会社RIZeSTを設立し代表取締役に就任
- 2018年 - 日本eスポーツ連合(JeSU)  国際委員会  委員長就任
- 2019年 - PLAYHERA JAPAN株式会社 取締役就任
- 2021年 - ウェルプレイド株式会社と合併、ウェルプレイド・ライゼスト株式会社 代表取締役に就任
- 2022年 - 東京証券取引所グロース市場上場
- 2024年 - GLOE株式会社に商号変更

## 人物
東京都出身。2003年、大学卒業後にLogitech Internationalの日本法人、ロジクールに入社。
2010年 サンディスク株式会社にてマーケティング、スマートデバイス向けの新規事業の立上げに従事し、2012年にロジクールに再入社。国内・アジア地域のプロダクトマーケティング業務を歴任するなど事業へ貢献する。
2013年よりロジクールのゲーミングブランド「ロジクールG」を担当。スポーツマーケティングの要素を取り入れた独自のeスポーツ戦略で事業を拡大 。2015年8月、ソフマップ秋葉原本館4階にてロジクールGのショップインショップ「ロジクールGアリーナ」をオープンした。
2016年3月、プロeスポーツ文化の創造を目的として、日本プロeスポーツ連盟(JPeF)を設立し監事に就任。プロゲーマーによるアスリートビザの取得や国際eスポーツ連盟(IeSF)への加盟に尽力する。10月、株式会社SANKOへ入社。eスポーツ制作会社である株式会社RIZeSTを設立し同社の代表取締役に就任する。
2018年2月、日本eスポーツ連盟、日本eスポーツ協会、e-sports促進機構の3団体を1に統合した団体日本eスポーツ連合(JeSU)が発足し国際委員会  委員長へ就任。日本とサウジアラビアの「日・サ eスポーツマッチ」の開催や「東アジアeスポーツチャンピオンシップ」開催へ大きく貢献した。
2019年11月、PLAYHERA JAPAN株式会社 取締役に就任。
2021年2月、eスポーツ制作会社 ウェルプレイド株式会社と株式会社RIZeSTが合併し、ウェルプレイド・ライゼスト株式会社に。同社の代表取締役に就任する。
2022年6月、泉佐野市の「eスポーツMICEコンテンツ実証事業」に採択され、8月に「eスポーツ先進都市・泉佐野のプロジェクト「eスポーツキャンプ」へ参画する。
11月、eスポーツ株では国内初となる東京証券取引所グロース市場へ上場を果たす。
2024年2月、商号をGLOE株式会社へ変更。

## 主なメディア出演

### Webサイト
- 2018年9月19日　The JeSU’s Akihito Furusawa on Growing Esports in Japan[7]
- 2020年7月17日　GAMERS ZONE「eスポーツブームを経て大会運営はどう変わったのか？ RIZeST 古澤明仁氏に聞く」[8]

- 2020年12月7日　トラベルジャーナルオンライン「eスポーツ界のパイオニアが語るeスポーツ」[9]
- 2021年1月12日 マイナビニュース「合併の道を選んだeスポーツ制作のライバル2社、ウェルプレイド・ライゼストの描く夢」[10]
- 2021年7が7日　ジチタイムズ「《地方創生 × eスポーツ》現在のトレンドや、地方自治体の向き合い方とは？」[11]
- 2022年7月7日　プラスデジタル「プレイベントを経てついに独立開催、第1回eスポーツビジネスEXPO」レポート[12]

### YouTube
- 2019年3月6日　TOKYO eSPORTS HIGH! eスポーツハイ! テレビ東京「続きぃぃeeeee！電脳HUMAN#013」[13]

- 2023年9月22日　フルナビゲーション 「【非ゲーマー体育会系】eスポーツに目覚めて起業した男の展望がすごかった」[14]

## 関連書籍
- 「eスポーツプレイヤーになるには」金の星社 監修
- 日本eスポーツ白書2022  寄稿